# 托莫里猪笼草
，又称，是苏拉威西特有的热带食虫植物，生长于海拔0至500米的地区。其种加词“tomoriana”来源于模式产地托莫里湾（Tomori Bay）。

## 自然杂交种
- N. mirabilis × N. tomoriana[2]

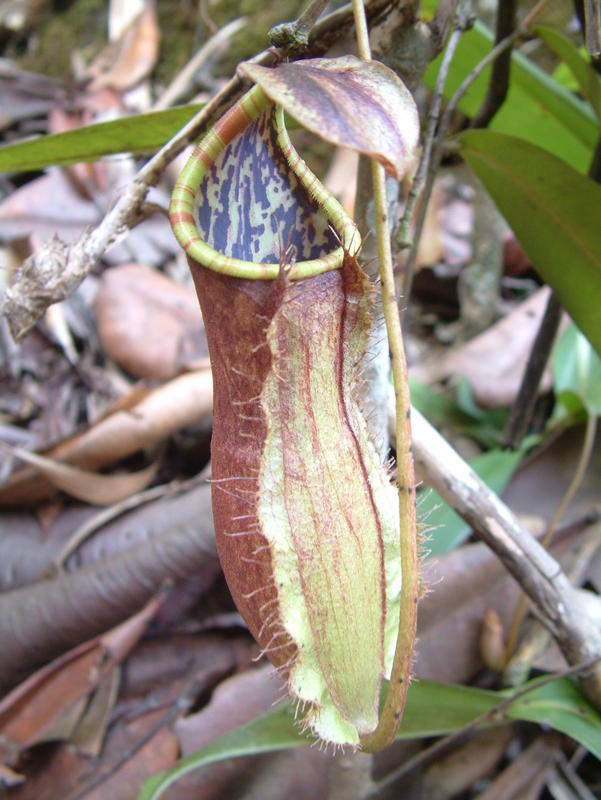
疑似奇异猪笼草与托莫里猪笼草的自然杂交种

## 扩展阅读
- 食虫植物照片搜寻引擎中 托莫里猪笼草的照片 （页面存档备份，存于）

 维基共享资源上的相關多媒體資源：托莫里猪笼草
 維基物種上的相關：托莫里猪笼草